# Реста
Реста (бел. Раста) — река в Дрибинском, Могилёвском, Чаусском и Славгородском районах Могилевской области, правый приток реки Проня (бассейн Днепра). Длина 100 км, площадь водосбора 1290 км². Среднегодовой расход воды в устье 6,8 м³/с. Средний уклон водной поверхности 0,6 ‰.

## География и гидрография
Река начинается у деревни Александровка Дрибинского района, на границе со Шкловским районом. Генеральное направление течения в верхнем и среднем течении — юг, в низовьях поворачивает на юго-восток. Всё течение проходит в пределах Оршанско-Могилёвской равнины.
Долина хорошо разработанная, глубоковрезанная, трапециедальная, шириной 0,6-1 км. Склоны пологие и умеренно крутые, местами крутые, высотой до 10-15 м. Пойма двухсторонняя, слабозаболоченная. В верховье её поверхность ровная, в среднем течении — кочковатая, в нижнем — холмистая, пересечённая мелиоративными каналами. В половодье затапливается на глубину 0,5-1,5 м на 5-10 суток. Русло умеренно извилистое, ниже деревни Харьковка Чаусского района встречаются небольшие острова. Берега крутые, местами обрывистые, высотой 0,8-1,5 м, в основном — безлесые. Наивысший уровень половодья в начале апреля, средняя высота над меженным уровнем от 2,3 м в верхнем течении до 3,2 в нижнем. Замерзает в начале декабря, вскрывается в конце марта. Весенний ледоход в среднем 5 суток.
На реке возле деревни Зарестье в 1981 году создано водохранилище Зарестье.
Основные притоки: реки Рудея, Будлянка, Хотинка (справа); Плесна, Вилейка (слева).
Долина реки плотно заселена — Реста простекает большое количество сёл и деревень. Крупнейшие населённые пункты на реке — агрогородки Пудовня, Сухари, Горбовичи; деревни Зарестье, Васьковичи, Долгий Мох.
Устье в 2 км к востоку от деревни Хоронево Славгородского района.

## Этимология
По мнению российского лингвиста и балтиста В. Н. Топорова, более всего вероятна версия происхождения названия Реста (варианты Риста, Ректа) от балтийского названия для ореха — лит. riešutas, лтш. rieksts. М. Фасмер объяснял название от рекотать, реготать, рокотать. Он также насчитывал на Посожье около двух десятков подобных «ореховых» названий (Рэхта, Рэкта, Рэкша, Рышта). Их соотнесённость с совсем мелкими речушками, по его мнению, свидетельствует о том, что древние балты оставались на этой территории довольно длительное время.
Версия о балтийском происхождении названия Ресты была поддержана также В. А. Жучкевичем.
А. И. Соболевский связывал название с др.-иран. Rahā, др.-инд. rasa «роса», «поток», слав. роса, орошати.
В. П. Лемтюгова выделяет в названии Реста гидронимическое окончание -та, которое по ее мнению имеет смысл «вода, река, озеро».